# گینزو ماتسو
گینزو ماتسو (انگلیسی: Ginzō Matsuo; ۲۶ دسامبر ۱۹۵۱ – ۲۵ اوت ۲۰۰۱) صداپیشه، و بازیگر اهل ژاپن بود.
از فیلم‌ها یا برنامه‌های تلویزیونی که وی در آن نقش داشته‌است می‌توان به مبارز خیابانی ۲: فیلم پویانمایی اشاره کرد.